# Постл, Карел

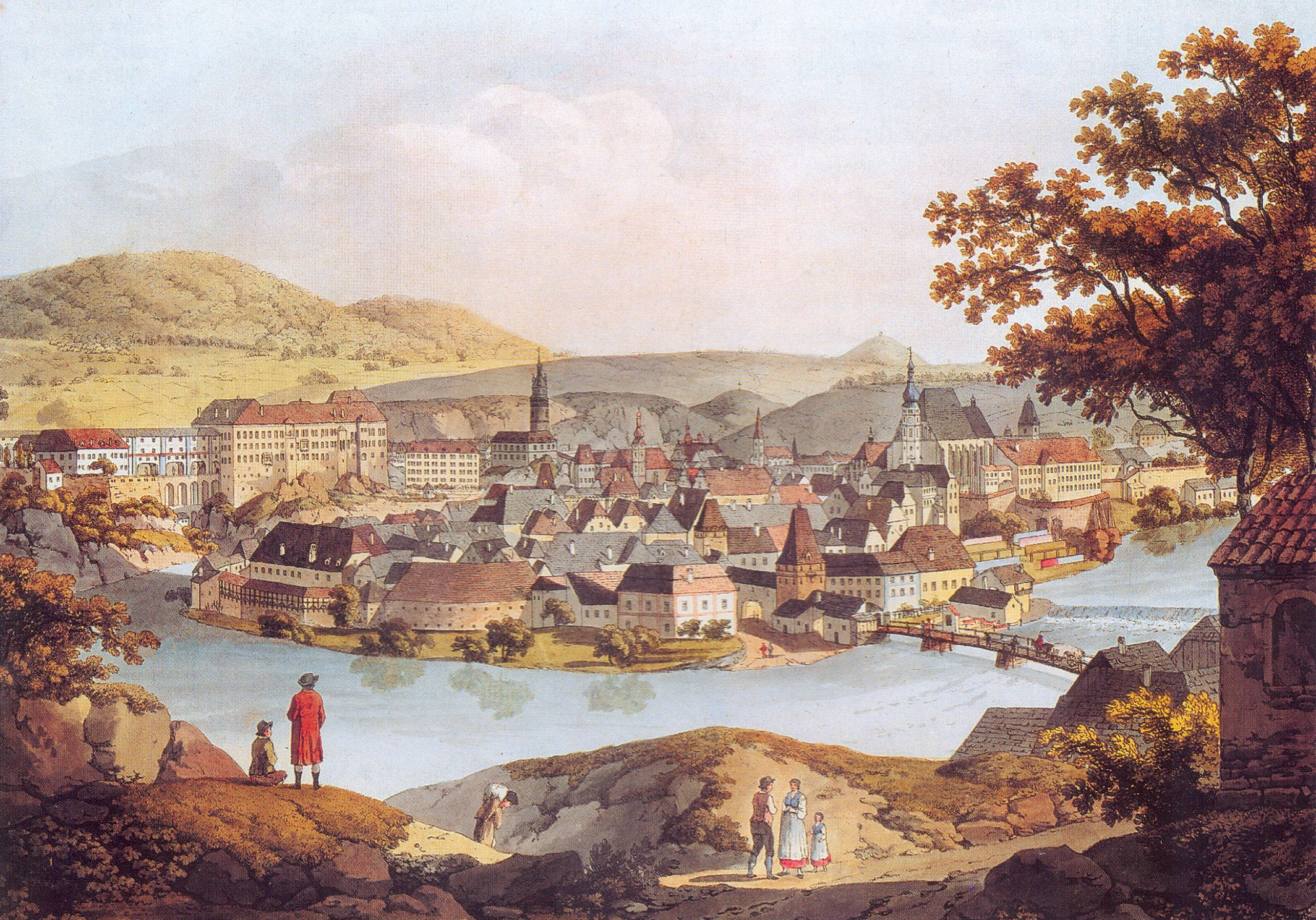
Чески-Крумлов в начале XIX века

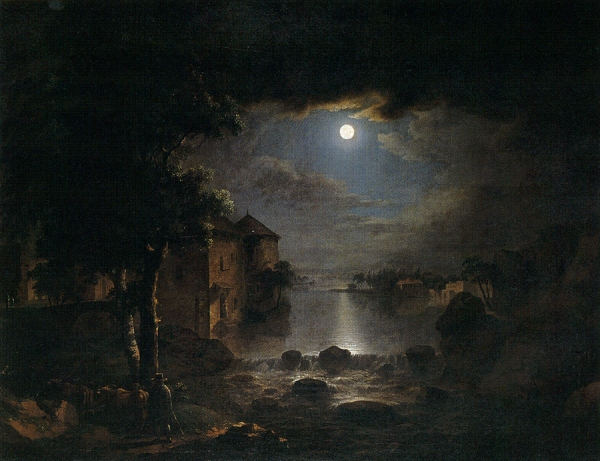
Четыре поры суток. Ночь

Карел (Карл) Постл (чеш. Karel Postl; 1769, Бехине (ныне в районе Табор Южночешского края Чехии) — 1818, Прага) — чешско-австрийский художник-пейзажист, график, портретист, сценограф, педагог.

## Биография
Сын управляющего имением графской семьи в Бехине. Обучался живописи и графике в Венской академии изобразительных искусств.
С конца XVIII-го века активно работал в Праге. В 1806—1817 годах — профессор пейзажной живописи и графической перспективы в пражской Академии художеств.
Среди его известных учеников — Антонин Манес и Винсенц Морстадт.
С 1804 года Постл также служил в качестве художника-сценографа в пражском Королевском Сословном театре.
Большинство созданных им работ относится к области графического дизайна. Полотна К. Постла сочетают в себе классицизм и романтизм, в них ощутимо влияние картин венских и французских художников (Клода Лоррена, Николы Пуссена).
В пейзажной живописи художник в основном был сосредоточен на изображении панорам Праги и её крестностей. Он был также искусным портретистом. Создал ряд поздравительных открыток-видов своего родного города-курорта Бехине. Некоторые свои работы подписывал как Постел.
Картины Постла находятся ныне в коллекциях Национальной галереи и музея г. Праги.
Умер от туберкулеза легких. Похоронен на Ольшанском кладбище в Праге.